# 安田工業 (工作機械メーカー)
安田工業株式会社（やすだこうぎょう、英: YASDA PRECISION TOOLS K.K.）は、岡山県里庄町に本社を置く、マシニングセンタやジグボーラーなどの超高精度マザーマシンの開発・製造・販売を行う工作機械メーカーである。

## 沿革
- 1929年 - 安田信次郎が大阪市において「ストロング商会」を設立。わが国で初めて自動車のシリンダーのボーリング加工及び各種ピストンを製造
- 1938年 - シリンダーボーリングマシン及びスリーブ工具開発。
- 1939年 - 安田信次郎の個人経営を継承し、「株式会社ストロング商会」に改組。
- 1940年 - 先に開発したシリンダーボーリングマシン及びスリーブ工具を本格的に生産開始。
- 1944年 - 戦時強制疎開で岡山県笠岡町（現笠岡市）に工場移転。社名を安田工業株式会社と改称。
- 1946年 - シリンダーボーリングマシンの生産を再開。
- 1960年 - 日本工作機械工業会に入会。
- 1961年 - 組立工場完成。自動ホーニング盤開発。
- 1962年 - 中小企業庁長から「中小企業合理化モデル工場」に指定される、以後連続6回指定。
- 1964年 - 横精密中ぐりフライス盤（ジグマスター）開発
- 1966年 - マシニングセンター（プレシジョンセンター）開発。
- 1970年 - 安田信次郎、中ぐり盤の技術開発により勲五等双光旭日章受章。
- 1971年 - 中小企業研究センター賞受賞。
- 1978年 - マシニングセンターYPC45により日刊工業新聞社 第8回「機械工業デザイン賞」受賞。
- 1983年 - 「科学技術庁 長官賞」受賞。
- 1995年 - 安田之彦、高精度マシニングセンターの発明考案により黄綬褒章 受章。
- 2006年 - 経済産業省「元気なモノ作り中小企業300社」に選ばれる。
- 2007年 - 安田之彦、超高精度マシニングセンターの開発製造により旭日小綬章 受章。